# 吉斯拉伦戈
吉斯拉伦戈（義大利語：Ghislarengo），是意大利韦尔切利省的一个市镇。总面积12平方公里，人口904人，人口密度75.3人/平方公里（2009年）。ISTAT代码为002062。